# Ченцово (Московська область)
Ченцово (рос. Ченцово) — село у Можайському районі Московської області Російської Федерації.

## Розташування
Село Ченцово входить до складу міського поселення Можайськ, воно розташовано на березі Москви-ріки. Найближчі населені пункти Ільїнська Слобода, Селище імені Дзержинського, Ісавици. Найближча залізнична станція Можайськ.

## Населення
Станом на 2006 рік у селі проживало 114 осіб, а в 2010 — 169 осіб.